# Gnophos infracinerea
Gnophos infracinerea là một loài bướm đêm trong họ Geometridae.